# Ureidopenicilline
Ureidopenicilline (Syn. Acylaminopenicilline) sind eine Gruppe von Penicillinen mit einer Harnstoff-Seitenkette, welche die Penetration bei gramnegativen Bakterien gegenüber herkömmlichen Penicillinen erhöht. Die Wirkstoffe aus dieser Gruppe sind insbesondere wirksam gegen Pseudomonas aeruginosa, weshalb sie manchmal „antipseudomonale Penicilline“ genannt werden. Ureidopenicilline sind nicht säurestabil und können daher nur parenteral eingesetzt werden. Als β-Lactam-Antibiotika sind sie empfindlich gegenüber bakteriellen β-Lactamasen. Zur Erweiterung des Wirksamkeitsspektrums können sie mit β-Laktamaseinhibitoren wie Tazobactam oder Sulbactam kombiniert werden.
Gegenwärtig sind drei Ureidopenicilline in klinischem Gebrauch:

Ampicillin, die Basisstruktur, ist kein Ureidopenicillin
Piperacillin
Azlocillin
Mezlocillin

Der Begriff Ureidopenicilline leitet sich aus der Struktur der Wirkstoffe ab. Als Basisstruktur kann Ampicillin (ein Penicillin) angesehen werden, das an der Seitenkette in 6-Position substituiert ist. Die dort befindlichen Reste unterscheiden sich, sind aber alle über eine Harnstoff-Teilstruktur („Urea“) verknüpft. Piperacillin trägt im Weiteren ein Piperazindion-Rest; Azlocillin einen Pyrazolidinon-Rest, der beim Mezlocillin noch methylsulfoniert ist.
Es wird angenommen, dass der intensivere und breitere Wirkungsgrad zustande kommt, weil die Seitenketten einen längeren Abschnitt des Peptidoglycan-Gerüsts in der Bakterienzellwand nachahmt und dadurch einen besseren induced fit im Penicillin-bindenden Protein ermöglicht.